# Jethro Tull

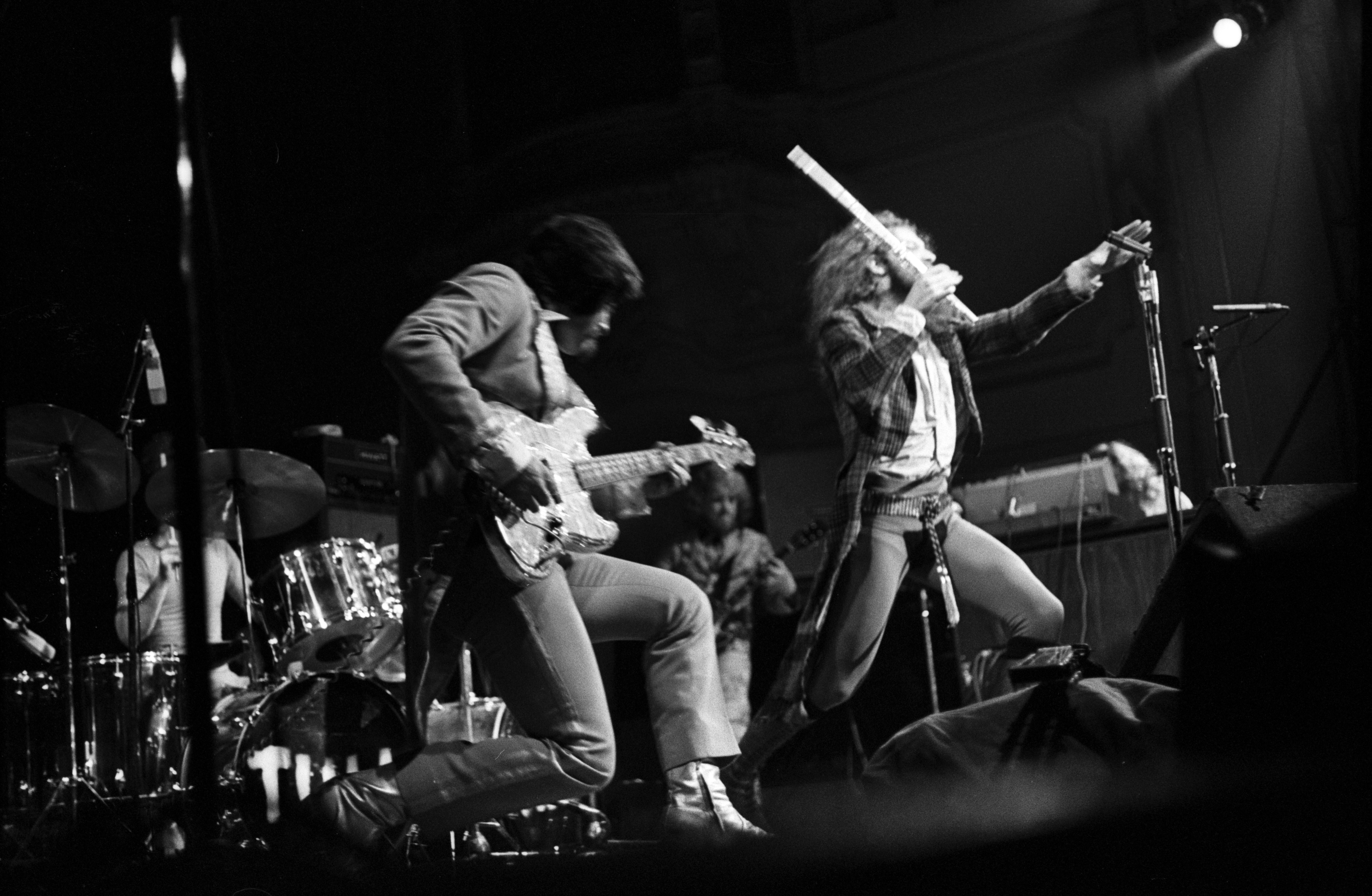
Jethro Tull у 1973

Jethro Tull (Джетро Тал) — гурт, який грає прогресивний рок, утворений у місті Лутон графства Бедфордшир, Англія в 1960-х. 
Спочатку колектив грав блюз-рок, але пізніше розробив власне звучання в стилі прогресивного року, в якому злились елементи хард - та фольк-року. Фронтменом гурту є вокаліст/флейтист/гітарист Ієн Андерсон. Склад колективу мінявся з роками. Серед важливих його членів: гітаристи Мік Абрамс і Мартін Барре, клавішник Джон Івен, ударники Клайв Банкер, Баррімор Барлоу і Доан Перрі, а також басисти Гленн Корнік, Джеффрі Геммонд, Джон Гласкок і Дейв Пегг.
Перший комерційний успіх прийшов до гурту 1969 року з блюзовим альбомом, що мав фолковий відтінок Stand Up, який досягнув першого місця в чарті Великої Британії, результатом чого стали регулярні гастролі по Британії і США. Музичний стиль змістився у бік прогресивного року в альбомах Aqualung (1971), Thick as a Brick (1972) і A Passion Play (1973). Втім повернення до суміші хард-року з Фольк-роком простежується в альбомах Songs from the Wood (1977) і Heavy Horses (1978). Jethro Tull продав близько 60 млн. копій альбомів у всьому світі, серед яких 11 золотих і п'ять платинових альбомів. Журнал Роллінг Стоун охарактеризував колектив як "один із найбільш комерційно успішних і ексцентричних гуртів прогресивного року".
Остання робота гурту, яка містила новий матеріал, вийшла 2003 року, хоча колектив продовжував гастролювати аж до 2011 року. 2014-го Андерсон сказав, що з Jethro Tull покінчено; проте, у вересні 2017 року він оголосив про плани здійснити турне з нагоди п'ятдесятиріччя першого альбому This Was, а потім у 2018 році записати новий студійний альбом. У поточний склад гурту входять музиканти, які були членами сольного гурту Андерсона від 2012 року. 1 березня 2018 року гурт вирушив у світове турне.
Музика гурту визначна своєрідним стилем вокалу, унікальною грою на флейті лідера гурту Яна Андерсона (Ian Anderson), незвичною та часто складною побудовою пісні. Почавшись із блюз-року з експериментальним присмаком, ця музика містить в собі елементи класичної та кельтської народної музики, артроку та "альтернативи". Багато визначних артистів високо оцінювали цей гурт, особливо Джимі Хендрікс (Jimi Hendrix), Led Zeppelin і Піт Таунсенд. В інтерв'ю Ян Андерсон пояснював «відмінність» між музикою свого гурту та більшістю рок-музики тим, що музиканти Jethro Tull ніколи не вживали наркотики. За його словами, хоча інші музичні гурти мали вплив на них, вони завжди дотримувались власного стилю прогресивного року, прикрашеного формами класичної музики[джерело?].

## Історія

### Походження
Ієн Андерсон, Джеффрі Геммонд і Джон Івен (спочатку Івенс), які потім стануть членами Jethro Tull, відвідували разом середню школу в Блекпулі. Андерсон народився в Данфермліні (Шотландія) й виріс в Единбурзі, перш ніж у січні 1960 року переїхав до Блекпула. Івенс став шанувальником The Beatles після того, як побачив їхнє виконання «Love Me Do» на передачі Scene at 6:30 телеканалу Granada Television. Хоча він був прекрасним піаністом, але вирішив сісти за барабани, оскільки цей інструмент був представлений у складі The Beatles. Андерсон придбав іспанську гітару і самостійно навчився грати на ній, і вони вдвох вирішили створити свій гурт. На місце бас-гітариста вони найняли Геммонда, який привіз з собою свою колекцію блюзових платівок для прослуховування.
Спочатку гурт грав як тріо в місцевих клубах і на концертних майданчиках, перш ніж Івенс під впливом Джорджі Фейма і The Animals пересів за орган, тоді вони найняли ударника Баррі Барлоу і гітариста Майка Стівенса з місцевої команди Atlantics. До 1964 року до гурту приєднався гітарист Кріс Райлі і він перетворився в секстет, який виконував блакитноокий соул, під назвою John Evan Band (пізніше John Evan Smash). Івенс скоротив своє прізвище до «Івен» за наполяганням Геммонда, який вважав, що так звучить краще і більш незвичайно. Музиканти запросили Джонні Тейлора як імпресаріо і почали гастролювати по Північно-Західній Англії, виконуючи суміш блюзу і каверів Motown. Геммонд згодом покинув гурт, щоб вступити до художньої школи. Ненадовго його замінив Дерек Ворд, потім Гленн Корнік. Райлі також пішов з гурту і його замінив Ніл Сміт У квітні 1967 року музиканти записали три пісні на Regent Sound Studios на Денмарк-Стріт (Лондон), а потім у червні виступили в клубі The Marquee.
У листопаді 1967 року гурт переїхав до Лондона, зупинившись у Лутоні. Вони підписали контракт з Террі Еллісом і Крісом Райтом і замінили Сміта на гітариста Міка Абрамса, але швидко зрозуміли, що підтримувати секстет фінансово недоцільно, і гурт розпався. Андерсон, Абрамс і Корнік вирішили залишитися разом, найнявши абрамсового друга Клайва Банкера на місце барабанщика і ставши представниками британського блюзу. Корнік згадував, що, хоча Еван пішов, гурт запрошував його назад пізніше. Як єдиний член, який не мав поблизу родичів, Андерсон жив у готельці «на грані голоду» і працював прибиральником у Лутон Рітц Сінема, щоб оплатити оренду. Jethro Tull сформувались 20 грудня.

### Ранні роки (1967—1968)
Спочатку новий колектив мав проблеми з отриманням запрошень на концерти, тому став часто міняти назву, щоб продовжити гру в колі лондонського клубу, серед назв були «Navy Blue», «Ian Henderson's Bag o' Nails» і «Candy Coloured Rain». Андерсон згадував як дивився на плакат у клубі і прийшов до висновку, що на ньому була написана назва його гурту, яку він не впізнав. Назви гурту часто придумували їхні імпресаріо, один з яких, ентузіаст історії, зрештою, охрестив їх «Jethro Tull» на честь агронома 18-го століття. Назва прижилася, тому що вони використовували її саме тоді, коли їхнє шоу вперше настільки сподобалося менеджерові клубу, що він запросив їх виконати повторний концерт. Вони записали сесію з продюсером Дереком Лоуренсом, підсумком якої став сингл «Sunshine Day». на стороні Б був старий трек John Evan Band «Aeroplane» з витертими саксофонами. Він вийшов у лютому 1968 року на MGM Records, неправильно підписаний «Jethro Toe». Андерсон відтоді підозрює, що неправильна назва була способом уникнути сплати роялті. Більш поширена версією, ім'я написала правильно, це насправді підробка, зроблена в Нью-Йорку. Андерсон пізніше зустрів Геммонда в Лондоні і вони відновили свою дружбу, коли Андерсон переїхав у готельку в Челсі, в якій мешкав разом з Івеном. Геммонд став предметом декількох пісень, починаючи з їхнього наступного синглу «A Song for Jeffrey».
Оскільки Андерсон жив у холодній кімнаті, то купив велике пальто, щоб зігрітися, і разом з флейтою воно стало частиною його раннього сценічного образу. Приблизно в той самий час він придбав флейту, оскільки розчарувався нездатністю грати на гітарі з такою майстерністю, як це робив Абрамс, а також тому, що їх менеджери вважали, що він має залишатися ритм-гітаристом, а Абрамс стати фронтменом.
|  | Я не бажав бути ще одним третьосортним гітаристом, який звучав би, як звучать решту третьосортних гітаристів. Я хотів робити щось більш своєрідне, тож взявся за інший інструмент. Коли Jethro Tull починали, то здається я грав на флейті не довше двох тижнів. Це була крива швидкого навчання ... буквально кожен вечір, коли я виходив на сцену, був для мене уроком гри на флейті. Оригінальний текст (англ.) I didn't want to be just another third-rate guitar player who sounded like a bunch of other third-rate guitar players. I wanted to do something that was a bit more idiosyncratic, hence the switch to another instrument. When Jethro Tull began, I think I'd been playing the flute for about two weeks. It was a quick learning curve ... literally every night I walked onstage was a flute lesson. |

Перший великий прорив відбувся під час Національного фестивалю джазу і блюзу в Санбері-на-Темзі в серпні 1968 року, де на гурт чекав захоплений прийом і позитивні відгуки в музичній пресі. Члени гурту відтоді стверджують, що успіх у Санбері був результатом їхніх постійних гастролей, завдяки чому вони набули місцевих прихильників, які всі зібралися на фестивалі і підбадьорили інших глядачів. Корнік згадував: «відтоді ми були значним гуртом».
У червні-серпні 1968 року гурт записав свій перший альбом, This Was. Вийшовши в жовтні, він досягнув 10-го рядка в чартах. На додаток до оригінального матеріалу, альбом містив традиційну «Cat's Squirrel», яка підкреслила блюз-роковий стиль Абрамса, тоді як написаний Рагсаном Роландом Керком джазовий твір «Serenade to a Cuckoo» дав можливість Андерсону продемонструвати свій зростаючий талант гри на флейті. 1968 року Андерсон у Record Mirror описав загальне звучання гурту як «свого роду прогресивний блюз з деякими домішками джазу».
Після виходу альбому, в грудні Абрамс покинув гурт, щоб сформувати власний колектив Blodwyn Pig. Була ціла низка причин його відходу. Абрамс чув був, що Елліс хотів, щоб Андерсон був фронтменом і лідером гурту, за його рахунок, і зрозумів, що навряд чи матиме більшість написаних пісень за собою. Серед інших причин називали те, що Абрамс був блюзовим пуристом тоді як Андерсон хотів пробувати інші форми музики, і що Абрамс не хотів подорожувати по всьому світі й грати більш ніж тричі на тиждень. Сам Абрамс назвав причини свого відходу більш лаконічно: «Я був ситий по горло всією цією маячнею, і я хотів сформувати такий гурт, як Blodwyn Pig».
Гурт пробував кілька замін замість Абрамса. Першим був Девід О'Ліст, який незадовго до того полишив The Nice. Після тижня репетицій Девід О'Ліст не з'явився і втратив контакт з гуртом. Наступним вибором був Мік Тейлор, який відмовився від пропозиції, оскільки йому здавалось, що його тодішній виступ з John Mayall's Bluesbreakers був кращим вибором. Після цього гурт запустив рекламу в Melody Maker, на яку відгукнувся Тоні Айоммі. Після кількох репетицій 11 грудня гурт виступив у The Rolling Stones Rock and Roll Circus. Вони виконали «A Song for Jeffrey», але лише спів Андерсона і флейта були наживо, решту було імітацією. Айоммі почувався ближчим до свого старого гурту, «Earth», тому він повернувся до Бірмінгема, щоб об'єднатися з ними. Однак, недовгий час з Jethro Tull прищепив йому серйозне ставлення до роботи. «Earth» згодом перейменовано на Black Sabbath, який досягнув великого комерційного успіху.
Наступним вибором був Мартін Барре, який бачив виступ гурту в Санбері, і його випробовували на тому самому прослуховуванні, що й Айомі. Барре домовився про друге прослуховування з Андерсоном. Той показав йому кілька нових пісень, що були в іншому стилі, ніж блюз, який вони записували до цього. Андерсон був вражений технікою Барре і запропонував йому місце нового гітариста. Барре зіграв свій перший концерт з Jethro Tull 30 грудня 1968 року в Зимовому саду (Пензанс).

### ВідStand UpдоAqualung(1969–1971)
Після приєднання Барре гурт виконав кілька концертів на розігріві у Джимі Гендрікса в Скандинавії, потім вирушив у великий тур по США, на підтримці у Led Zeppelin і Vanilla Fudge. Привертаючи значну кількість слухачів наживо, Елліс і Райт попросили Андерсона, який став провідним автором пісень, щоб той написав хіт. Підсумком стала пісня "Living in the Past", яка у травні досягла № 3 в британському чарті синглів і № 11 в США, і призвела до запрошення на Top of the Pops. Хоча інші так звані "серйозні" гурти в той час були активно проти випуску одиночних синглів, Jethro Tull відчував, що хітовий сингл був для гурту позитивним кроком, якщо не пріоритетом.

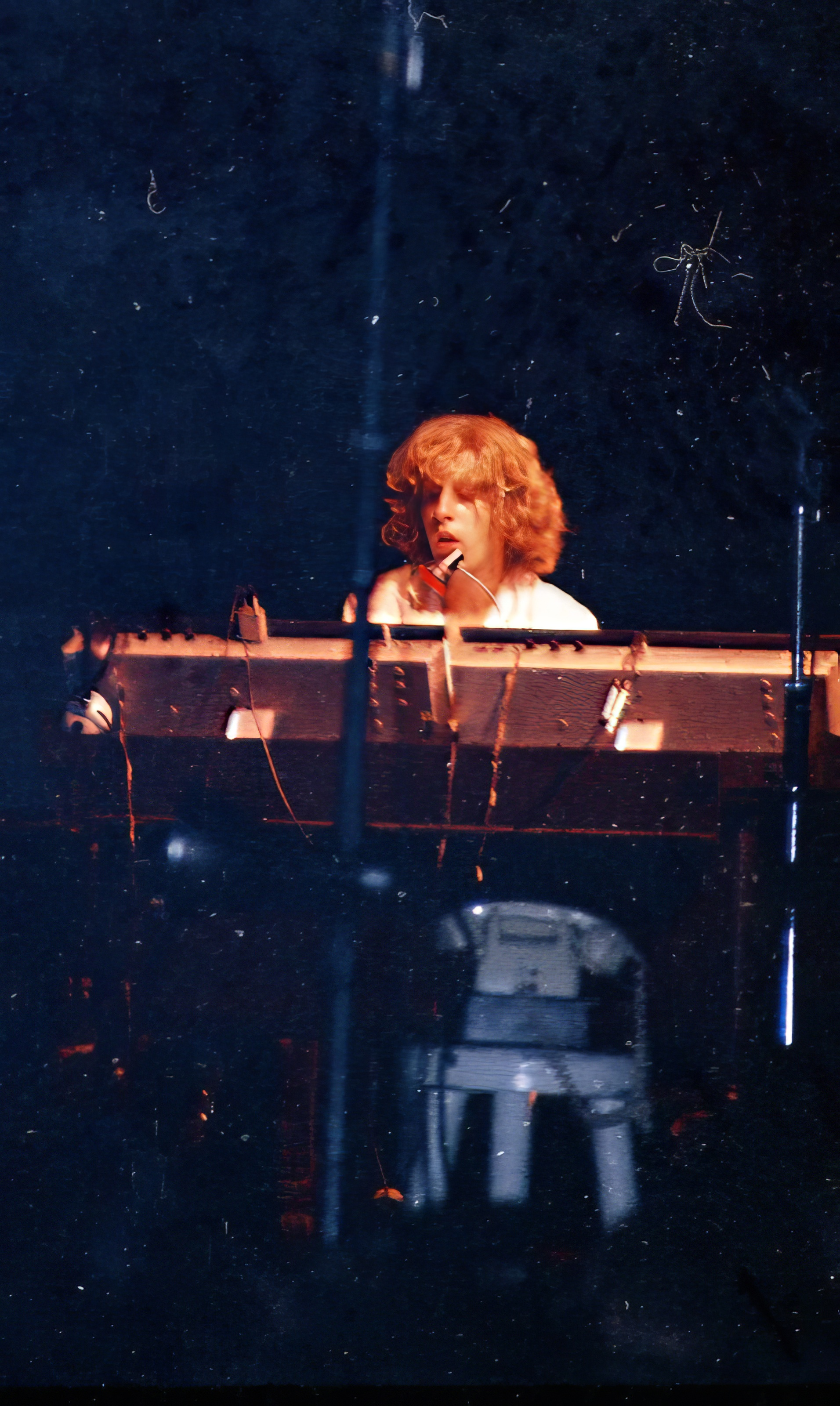
Джон Івен, старий шкільний товариш і колега по гурту, приєднався до них у квітні 1970 року, після кількох запрошень зробити це

Наступним альбомом був Stand Up, записаний у квітні–травні та серпні 1969 року. Він вийшов у вересні й швидко досяг # 1 в британських чартах, єдиний альбом гурту, якому це вдалось. Тепер вже Андерсон зарекомендував себе як лідер гурту та автор пісень, і написав весь матеріал, крім його джазової переробки "Bourrée in E minor BWV 996 (fifth movement)" Й. С. Баха.
Відразу після випуску Stand Up гурт вирушив у свій перший у ролі гедлайнера тур по США, включаючи виступ на Ньюпортському джазовому фестивалі. Барре згадував: "Це був справді поворотний момент для Джетро Талл — для всього, чим ми повинні були стати і всього, чим ми повинні були надихати інших." Гурт отримав запрошення на фестиваль Вудсток, але Андерсон відмовився, боячись, що гурт зациклиться на грі як хіпі, здатні грати лише в одному музичному стилі.
29 січня 1970 року гурт знову з'явився на передачі BBC Top of the Pops, виконавши "Witch's Promise". Івен повернувся в колектив на початку 1970-х років. Він залишався в Лондоні відтоді, як гурт John Evan Band розпався, живучи з Андерсоном, і почав вивчати музику в Лондонському університеті. Вони не часто бачили один одного через збільшення робочого навантаження Jethro Tull, і Івен не дуже хотів повертатися через навчання, яке давало йому доступ до безкоштовної студії. Він грав як сесійний музикант на наступному альбомі, Benefit (1970), після чого Андерсон сказав, що їм потрібен хтось, хто грав би на клавішних під час гастролей. Наставник Івена зрештою переконав його, що це гарна ідея, і той офіційно приєднався. Альбом досяг № 4 у Великій Британії й № 11 у США, і дозволив гурту продати 20,000 глядацьких місць, затвердивши себе як одне із провідних дійств наживо. У серпні музиканти виступили перед однією із найбільших для себе аудиторій на Фестивалі на острові Вайт 1970.
Після виступу на острові Вайт був ще один тур по США, після чого Корнік пішов з гурту. Він прагнув спілкуватися під час гастролей, тоді як інші музиканти стали більш відлюдними і замкнутими. За словами Корніка, його звільнив Андерсон, але на офіційному сайті гурту сказано, що йому запропонував піти Елліс, але за повної підтримки і заохочення сформувати свій власний гурт. Згодом Корнік створив Wild Turkey, гурт, який він відродив через десятиліття, щоб зібрати прихильників Jethro Tull. Він помер у серпні 2014 року.
Андерсон запросив Джеффрі Геммонда на місце Корніка, купивши для цієї мети новий бас. Втім, Геммонд не грав на цьому інструменті відтоді як вступив до художньої школи невдовзі після участі в John Evan Band, і його обрали швидше через соціальну сумісність з іншими членами гурту, ніж завдяки музичним навичкам. Цей склад записав Aqualung наприкінці 1970 року, випустивши його в 1971 році. Альбом вони поділили на дві сторони, з підзаголовками 'Aqualung' і 'My God", на якій присутні думки Андерсона про організовану релігію. Запис альбому був ускладнений технічними проблемами в студії і занедбаними музичними навичками Геммонда. Для пісні "Locomotive Breath" Андерсон записав бек-трек самостійно, співаючи під супровід хай-хет, на який інші учасники гурту наклали зверху запис пізніше. Попри побоювання Андерсона, що Aqualung може бути "занадто радикальним" порівняно з попередніми альбомами гурту, він став першим їхнім альбомом, який потрапив до першої десятки в США, досягнувши № 7. Було продано понад мільйон копій, що принесло йому золотий статус у США в липні 1971 року.

### Прогресивний рок (1972-1976)
Через щільний гастрольний графік і бажання барабанщика Банкера проводити більше часу зі своєю сім'єю, він полишив гурт у травні 1971 року, після альбому Aqualung. Його замінив Беррі Барлоу, якого Андерсон переохрестив на "Беррімор". Спочатку Барлоу записав з гуртом п'ятитрековий EP Life Is a Long Song. За винятком Барре, склад Jethro Tull тепер повністю складався з колишніх учасників гурту John Evan Band з Блекпула.
Андерсона роздратували музичні критики, які називали Aqualung концептуальним альбомом, хоча він таким не задумувався. На "стьобовому" треку, який супроводжує альбом 2005 Aqualung Live, записаному для XM Satellite Radio, Андерсон наполягав: "я завжди казав у той час, що це не концептуальний альбом. Це альбом з різних пісень... на якому три або чотири речі є свого роду лейтмотивом, але це не робить його концептуальний альбом".
Щоб відповісти багатьом критикам, які називали Aqualung концептуальний альбом, Андерсон вирішив придумати щось, що справді є матір'ю всіх концептуальних альбомів". Під впливом гумору Монті Пайтона він написав сюїту, яка поєднувала складні музичні ідеї з почуттям гумору, щоб посміятися з гурту, його цільової аудиторії та її критиків. Альбом, випущений 1972 року, названо Thick as a Brick, а його співавтором названо вигаданого школяра Джеральда Бостока. Він складався з одного треку завдовжки понад 43 хвилини, розділеного на дві сторони, що було рідкістю для рок-альбомів. Хоча завершений альбом є суцільним музичним твором, але його складали і записували в кілька етапів, увесь гурт допомагав з аранжуваннями. Thick as a Brick став першим альбомом Tull, який досягнув першого рядка в чарті (US) Billboard Pop Albums а альбом  наступного року A Passion Play став єдиним крім нього, якому також це вдалось.

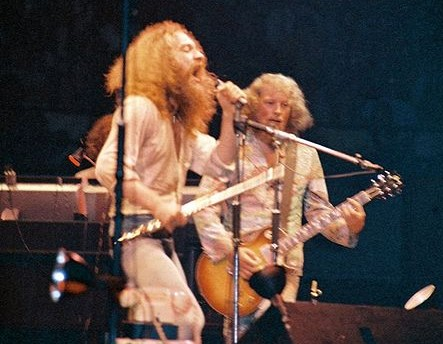
Ієн Андерсон і Мартін Барре в Чикаго, 1973

1972 року також побачив світ Living in the Past, подвійний альбом-компіляція з реміксованих синглів, сторін Б і ауттейків (включаючи повністю EP Life Is a Long Song, який закриває альбом), а третю сторону записано наживо під час концерту в Нью-Йоркському Карнегі-холі 4 листопада 1970 року. Альбом був успішним, оскільки дозволив новим шанувальникам познайомитися з першими синглами, зокрема в США, де вони не були популярні під час початкового випуску. New Musical Express назвав Jethro Tull одним із британських найбільш важливих і успішних прогресивних гуртів 2-го покоління".
1973 року, перебуваючи в податковому вигнанні, гурт намагався зробити подвійний альбом у французькій студії Château d'Hérouville, подібно до того як у той час цим займались зокрема The Rolling Stones і Елтон Джон, але, нібито, вони були незадоволені якістю студії і відмовилися від задуму, згодом знущально назвавши студію "Chateau d'Isaster". Вони повернулися в Англію і Андерсон переписав, швидко записав і випустив ще один однотрековий концептуальний альбом A Passion Play (1973), алегоричні тексти якого розповідають про загробне життя. подібно до Thick as a Brick, A Passion Play також містить інструментал, що є скоріше рідкістю в рок-музиці. Альбом також містить ексцентричну інтермедію "The Story of the Hare Who Lost His Spectacles", який написав у співавторстві з Андерсоном і Еваном і прочитав басист Геммонд. A Passion Play добре продавався, але отримав загалом погані відгуки, зокрема особливо убивчий коментар його виконання наживо від Кріса Уелча з Melody Maker.
Хоча популярність гурту серед критиків приблизно в цей час почала згасати, але його популярність серед публіки залишалася високою, про що свідчать високі продажі їхнього альбому 1974 року War Child. Спочатку мав стати музичним супроводом до фільму, він досяг номера два в американських чартах Billboard і отримав високу оцінку критиків, а також дві композиції з нього часто звучали по радіо "Bungle in the Jungle" (#12 в чарті синглів США) і "Skating Away (On the Thin Ice of the New Day)". Він також містив коротку акустичну пісню, "Only Solitaire", яку широко вважали адресованою рок-музичному критикові Лос-Анджелес Таймс Робертові Гілберну, який написав суворий відгук про концерти A Passion Play в Santa Monica Civic Auditorium. Однак, за словами Андерсона, пісню було написано ще до огляду Гілберна і вона спрямована на музичних критиків загалом. У турі War Child взяв участь жіночий струнний квартет, який разом з гуртом грав новий матеріал.
1975 року випущено альбом Minstrel in the Gallery, який нагадував Aqualung (1971) протиставленням легших творів, заснованих на акустичній гітарі, і більш претензійних творів, основним інструментом яких була електрична гітара Барре. Складений і записаний під час розлучення Андерсона з першою дружиною Дженні Френкс, альбом характеризується помітно більш інтроспективним тоном, ніж їхній попередній альбом, і відгуки критиків були суперечливі. [джерело?] До того моменту Jethro Tull був нагороджений шістьма золотими дисками RIAA за продажі: Stand Up (1969), Aqualung (1971), Thick as a Brick (1972), Living in the Past (1972), A Passion Play (1973) і Minstrel in the Gallery (1975). Під час туру 1975 року Девід Палмер, який вже давно був оркестровим аранжувальником гурту, офіційно приєднався до їхніх сценічних шоу для гри на клавішних і синтезаторах. У лютому 1975 року Jethro Tull продали п'ять ночей на арені Форум на 20,000 місць, що спонукало Melody Maker вийти під заголовком "Jethro – нині найвизначніший гурт у світі?" Після туру басист Геммонд покинув колектив, щоб займатися живописом. Джон Гласкок, який до того грав у фламенко-рок-гурті Carmen, групі підтримки під час попереднього туру Jethro Tull, став їхнім новим басистом.
Too Old to Rock'n'Roll: Too Young to Die! 1976 року був ще одним концептуальним альбомом, цього разу про життя старіючого рокера. Гласкок з'явився на цьому альбомі вперше, принісши гармонію і другий вокал на додаток до басових партій. Палмер продовжував писати аранжування, а також записав дві пісні як гостьовий музикант. Під час туру 1976 року Jethro Tull став одним із найперших гуртів, який використовував гігантські проєкційні екрани для великих стадіонів. Хоча Too Old... не продавався, як і інші альбоми 1970-х років, але збірка 1976 року M.U. — The Best of Jethro Tull отримала платиновий статус у США і стала золотим диском в Англії.

### Фолк-рок (1977-1979)

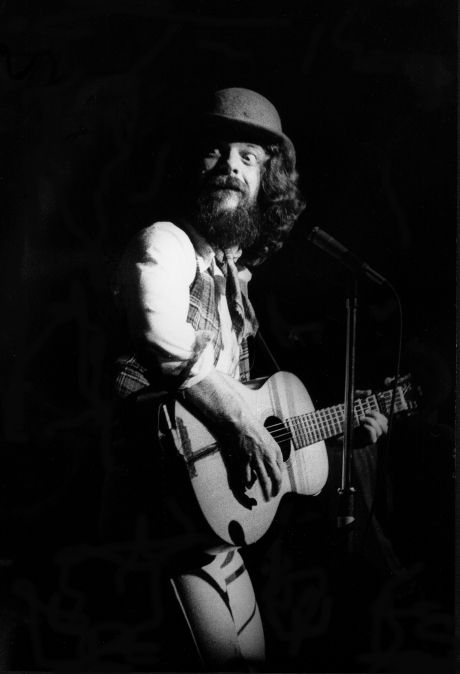
Ієн Андерсон грає з Джетро Талл, Гаммерсміт Аполло, березень 1978

Наприкінці 1970-х Джетро Талл випустили три фольк-рокові альбоми: Songs from the Wood (1977), Heavy Horses (1978) і Stormwatch (1979). Songs from the Wood (1977) був першим після Living in the Past (1972) альбомом Tull, який отримав загалом позитивні відгуки.
Гурт вже мав давні зв'язки з фолк-рокерами Steeleye Span (Tull були бек-колективом на соло-альбомі 1978 року фронтвумен Steeleye Span Медді Прайор Woman in the Wings як спосіб відплатити їй за виконання вокалу на альбомі Too Old to Rock 'n' Roll: Too Young to Die!) і з Fairport Convention (учасники Fairport Дейв Пегг, Мартін Оллкок, Дейв Меттекс і Рік Сандерс всі грали з Tull у той чи інший момент, а також фолк-ударник нп|Джеррі Конвей (музикант)|Джеррі Конвей||Gerry Conway (musician)]], який став учасником Fairport після гри в складі Tull). Хоча Tull формально й не вважався частиною фолк-рок руху (який фактично розпочалася майже за десять років до того з появою Fairport Convention), очевидно обмін музичними ідеями між Tull і фолк-рокерами існував. До того часу Андерсон вже переїхав на ферму в сільській місцевості і його новий буколічний стиль життя знайшов чіткий відбиток в його піснях, як, наприклад на треку Heavy Horses (1978), який прославляв ваговозів.
Гурт продовжував гастролювати і 1978 року випустив подвійний концертний альбом під назвою Bursting Out, який записано під час європейської частини туру Heavy Horses. Під час американської частини туру Джон Гласкок страждав від проблем зі здоров'ям і його замінив друг Андерсона і колишній басист Stealers Wheel Тоні Вільямс.
Їхній третій натхненний фолком альбом Stormwatch вийшов 1979 року. Під час його створення Гласкок страждав від серйозних проблем зі здоров'я, пов'язаних з операцією на серці попереднього року, і тому на більшій його частині партію бас-гітари виконував сам Андерсон. Після виходу Stormwatch через невирішене питання зі здоров'ям у Гласкова,  для подальшого турне найнято басиста Fairport Convention Дейва Пегга. Тим часом Гласкок помер від серцевих ускладнень в своєму будинку в Англії.

### "Великий розкол" і електронний рок (1980–1984)
Після завершення туру Stormwatch на початку 1980-х, Jethro Tull пройшов через найбільшу дотепер зміну складу, внаслідок якої Барлоу, Еван і Палмер вийшли з гурту.  Упродовж років з'являлось багато історій, які пояснювали різні причини переформатування гурту, зокрема те, що Барлоу був пригнічений і відлюдний після смерті Гласкока і що Івенс та Палмер не були впевнені у своєму майбутньому в складі гурту коли Андерсон заявив, що хоче працювати над сольним альбомом.  У документальному фільмі Classic Artists 2008 року під назвою Джетро Талл: їхня повністю авторизована історія, Барлоу стверджував, що покинув гурт за згодою з Андерсоном, тоді як і Еван і Палмер стверджували, що їх звільнили поштовим листом без попереднього повідомлення.
Після припинення роботи з Jethro Tull, Еван і Палмер недовго співпрацювали з поп/рок-гуртом на класичній основі під назвою Tallis. У складі Jethro Tull залишилися Андерсон (єдиний оригінальний учасник), Мартін Барре і Дейв Пегг.
Перший альбом Tull 1980-х років задумувався  як перший сольний альбом Яна Андерсона. Андерсон зберіг Барре на електрогітарі і Пегга на басу, додавши Марка Крейні на барабанах, а також спеціального гостя клавішника і скрипаля Едді Джобсона (екс–Roxy Music, Френк Заппа, Curved Air і UK, останній з яких відкривав був кілька їхніх концертів під час туру Stormwatch). Підкреслений значним використанням синтезаторів, які різко контрастували з традиційним "звуком Tull". Після тиску з боку Chrysalis Records Андерсон вирішив випустити його як альбом Jethro Tull. Озаглавлений A (взято з наклейок на майстер-стрічках для його складеного сольного альбому, позначених просто "A" замість "Андерсон"), він вийшов у середині 1980-х років.
У відповідності з духом інновацій навколо альбому, Jethro Tull створили музичне відео під назвою Slipstream. Чотири поставлені і окремо відзняті музичні кліпи змішано з концертними кадрами з туру А. Лондонський Гаммерсміт Одеон використано для зовнішніх сцен, але основні концертні зйомки насправді взято з американського виступу в Лос-Анджелесі, Los Angeles Memorial Sports Arena (як чутно на Magic Piper ROIO), відзнятого в листопаді 1980 року. На відео, опублікованому в 1981 році, режисер Девід Маллет, який зняв безліч музичних відео, зокрема піонерське "Ashes to Ashes" для Девіда Бові.
Джобсон і Крейні повернулися до своєї роботи після туру A і Jethro Tull вступив у період зміни барабанщиків: Джеррі Конвей, Філ Коллінз (як заміна для Джеррі Конвея, грав у гурті під час першого концерту The Prince's Trust 1982 року), Пол Берджесс (для американської частини туру Broadsword and the Beast, який полишив їх, щоб постійно проживати зі своєю родиною) і постійний барабанщик Доан Перрі.
1981-й був першим роком у кар'єрі гурту, за який він не випустив альбому; однак, деякі записувальні сесії відбулись (Андерсон, Барре, Пегг і Конвей, під час яких Андерсон грав на клавішних). Деякі з цих треків вийшли на збірці Nightcap 1993 року.
1982 року до гурту приєднався клавішник Пітер-Джон Веттезе, і колектив повернуся до дещо більш фолкового звучання, хоча і з синтезаторами, для альбому 1982 року The Broadsword and the Beast. Наступний концертний тур на підтримку альбому добре відвідувався і став одним із останніх повністю костюмовано-театралізованих. Сцена була побудована так, щоб нагадувати лангскіп вікінгів, а музиканти були одягнуті в штучні середньовічні вбрання.
Сольний альбом Андерсона, створений насправді спільно з Веттезе, з'явився 1983 року як посилений електронікою Walk into Light. Як і у випадку з пізнішими сольними зусиллями Андерсона і Барре, деякі пісні з Walk into Light, такі як "Fly by Night", "Made in England" і "Different Germany", пізніше пробилися в живі концертні виступи Jethro Tull.
1984 року Jethro Tull випустив Under Wraps, - сильно електронізований альбом без "живого" барабанщика, а замість нього на Walk into Light використано драм-машину. Хоча за повідомленнями музиканти пишалися звуком, але альбом не отримав доброго прийняття. Однак, відео на пісню "Lap of Luxury" вдалося досягнути помірної ротації на музичному каналі MTV, який розкрутився незадовго до того. Внаслідок проблем з горлом, які виникли в Андерсона через виконання складного матеріалу Under Wraps на гастролях, Jethro Tull взяв трирічну перерву. Після туру з колективу пішов Веттезе, злий на критиків за погані відгуки на The Broadsword and the Beast (1982), Walk into Light (1983), а також Under Wraps (1984). Під час цієї перерви Андерсон продовжував наглядати за лососевою фермою, яку заснував 1978 року, 1986 року у Великій Британії вийшов сингл "Coronach" після того, як його використали як тему для телевізійної програми під назвою "Кров англійців" на 4-му каналі.

### Андерсон, Барре, Пегг і Перрі: "хард-роковий" Tull (1987-1994)
Jethro Tull повернувся 1987 року альбомом Crest of a Knave. За відсутності Веттезе (Андерсон contributed the synth programming) і більшої опори на гітару Барре, ніж це вони робили від початку 1970-х років, альбом мав критичний і комерційний успіх. Натяки на їхні попередні електронні вилазки були все ще присутні, втім, три пісні з альбому знову використовували драм-машину, з Доан Перрі і Джеррі Конвей виконали барабанні партії на решті треків. Перед туром Crest of a Knave до гурту приєднався клавішник Дон Ейрі (екс-Rainbow, Оззі Осборн, Michael Schenker Group).
Гурт виграв
нагороду «Греммі» за найкраще вокальне або інструментальне хард-рок- або метал-виконання, перемігши фаворитів Metallica з їхнім альбомом …And Justice for All. Нагорода була особливо спірною, оскільки багато хто не вважає Jethro Tull хард-роком, тим більше хеві-металом. За порадою свого менеджера, який сказав їм, що вони не мають жодного шансу на перемогу, ніхто з учасників гурту не був присутнім на церемонії нагородження. У відповідь на критику за отримані нагороди, їхній лейбл Chrysalis розмістив рекламу в британських музичних виданнях з зображенням флейти, яка лежить на тлі купи залізної арматури і надписом "флейта - важкий металевий інструмент." У відповідь на питання про цю полеміку, в одному з інтерв'ю Ян Андерсон пожартував: "Ну, ми ж іноді граємо дуже голосно на наших мандолінах." 2007 року Entertainment Weekly назвала цю перемогу одним з десяти найбільших розчарувань в історії "Греммі". У 1992 році, коли Metallica  нарешті виграли "Греммі" в цій  категорії, їх ударник Ларс Ульріх пожартував, "Перше, що ми збираємося зробити, це подякувати Jethro Tull, що вони не випустили альбом цього року". Це було обігрування коментаря Пола Саймона, який за кілька років до того в аналогічній ситуації подякував Стіві Вандеру за те саме.
Стиль Crest of a Knave (1987) порівнювали з Dire Straits, почасти тому, що Андерсон здавалося більше не мав вокального діапазону, яким колись володів, і вважав за краще використовувати нижні регістри, тоді як звучання гітари Мартіна Барре вочевидь змістилося в бік стилю Марка Нопфлера. Дві пісні, "Farm on the Freeway" і "Steel Monkey", отримали добру ротацію на радіостанціях. Альбом також містив популярну наживо пісню "Budapest", яка описує a backstage scene з сором'язливою місцевою stagehand. Хоча "Budapest" була найдовшою піснею на цьому альбомі (трохи більше десяти хвилин), але в Європі більш прославилась "Mountain Men", яка зображує сцени Другої світової війни в Африці. Еєн Андерсон згадав про битви під Ель-Аламейном і на Фолклендських островах, провівши історичні паралелі щодо страху, який відчувають жінки, залишені своїми чоловіками-воїнами: 
|  | загинув у траншеях Ель-Аламейн, загинув на Фолклендах по телевізору Оригінальний текст (англ.) died in the trenches at El Alamein, died in the Falklands on TV |

Цей альбом вони підтримали туром "The Not Quite the World, More the Here and There Tour". Уперше в історії гурту під час концертів на сцені було одночасно дві електричні гітари, коли Андерсон, хоча і зрідка, грав на ритм-гітарі.
1988 рік був примітний виходом 20 Years of Jethro Tull, тематичного набору з п'яти ЛП (також випущений як комплект з трьох CD і у вигляді усіченого одного CD на 20 Years of Jethro Tull: Highlights), що складається переважно з раритетів і купюр усієї історії гурту, а також різних відео і заново зведених композицій. Він також містить буклет з викладом докладної історії гурту. Після припинення друку він став колекційним артефактом, хоча багато (але не всі) купюр включено як бонус-треки у зведені заново релізи студійних альбомів.
1989 року гурт випустив Rock Island, на який чекав менший комерційний і критичний успіх, ніж Crest of a Knave (1987). Заголовна композиція "Kissing Willie" має сороміцько-двозначні тексти і over-the-top хеві-метал рифи, які, здається, є сатиричним поглядом на виграш гуртом останньої нагороди Греммі. Відеокліпові на цю пісню було важко отримати ротацію через його сексуальну образність. Хоча Rock Island був чимось на зразок промаху гурту, кілька улюблених прихильниками пісень виникла з альбому. 
Альбом 1991 року Catfish Rising був стриманішим, ніж Rock Island (1989). Попри те, що його охарактеризували як "повернення до виконання блюзу", альбом насправді відзначився щедрим використанням мандоліни і акустичної гітари і набагато меншим використанням клавішних, ніж будь-який альбом Tull вісімдесятих. Серед помітних композицій "Rocks on the Road", which highlighted gritty acoustic і hard-bitten текст про міське життя, а також "Still Loving You Tonight", блюзова, стримана балада.

### Roots to BranchesіJ-Tull.com: світові музичні впливи (1995-2000)

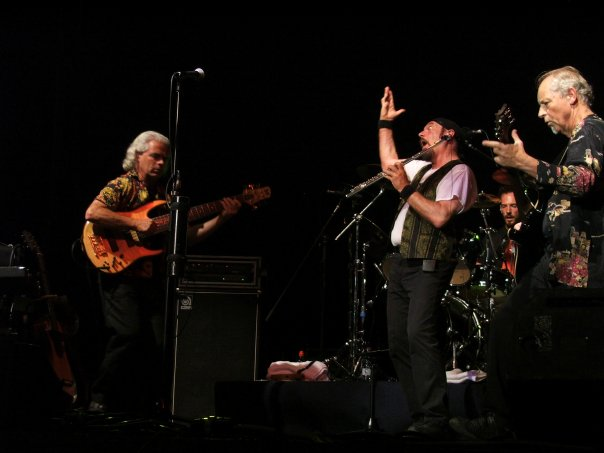
Концерт у Єрусалимі, 2007

Після наступного, напівакустичного туру 1992 року (у якому замість Енді Гіддінгса взяв участь Дейв Меттекс, що задокументовано в другому офіційному концертному альбомі гурту A Little Light Music), Андерсон вчився по-іншому грати на флейті (після того, як його дочка, яка відвідувала клас флейти в школі, виявила, що її батько часто використовував неправильну аплікатуру) і почав писати пісні, значною мірою позначені світовими музичними впливами. Проте, перші релізи Tull, які містили виправлену аплікатуру флейти припадають на 25th Anniversary Box Set 1993 року, який, окрім реміксів класичних пісень і невиданих раніше відео-матеріалів, містив цілий компакт-диск старих пісень за всю кар'єру гурту, записаних тодішнім складом, а також на збірку 1993 року Nightcap, що містить невиданий раніше студійний матеріал (зі списаного альбому до A Passion Play), з наново переписаними багатьма партіями флейти.
Перед записом альбому 1995 року Roots to Branches давній басист Дейв Пегг покинув колектив, бажаючи сконцентруватися на Fairport Convention і не бувши захопленим від напрямку світової музики, вибраного гуртом. Доан Перрі (повертаючись до складу на місце постійного барабанщика) залучив свого друга і широко шанованого сесійного бас-гітариста Стіва Бейлі, щоб той заповнив цей пробіл. Ян Андерсон, у свою чергу, на цьому записі повністю відмовився від аранжувань ритм-секції домовленостей з цього запису, передавши цю роботу Бейлі і Перрі. Проте, попри свій студійний внесок, Бейлі не приєднатися до гурту, а формальною заміною Пеггові на місці басиста в складі Jethro Tull став Джонатан Нойс.
Roots to Branches (1995) і в 1999 році J-Tull Dot Com менше ґрунтувались на рок-основі, ніж Crest of a Knave (1987) або Catfish Rising (1991). Пісні на цих альбомах віддзеркалюють музичні впливи десятиліть виступів по всьому світі. У таких піснях, як "Out of the Noise" і "Hot Mango Flush", Андерсон змальовує яскраві вуличні картинки з життя третього світу. Ці альбоми відбивають усвідомлення Андерсоном того, як він стає старим рокером, у таких піснях, як: задумлива "Another Harry's Bar", "Wicked Windows" (роздуми про окуляри для читання), а також груба "Wounded, Old and Treacherous".

### Концертні альбоми, світові турне іThe Jethro Tull Christmas Album(2001-2010)
У січні 2002 року оригінальний склад гурту (в тому числі Андерсон, Абрамс, Корнік і Банкер) возз'єдналися для разового виступу в пабі в Англії, який було знято для включення в DVD Living with the Past. Це був перший і єдиний раз від 1986 року, коли оригінальні чотири учасники грали разом, а також єдиний раз, коли колишній склад Tull возз'єднався.
2003 року вийшов The Jethro Tull Christmas Album, збірка традиційних різдвяних пісень разом зі старими і новими різдвяними піснями, написаними Jethro Tull. Це був останній дотепер студійний альбом цього гурту. Він став найбільшим комерційним успіхом колективу починаючи від Crest of a Knave 1987 року. 2005 року вийшов подвійний концертний альбом Ієна Андерсона на DVD під назвою Ian Anderson Plays the Orchestral Jethro Tull. Крім того, 2005 року на DVD вийшли Nothing Is Easy: Live at the Isle of Wight 1970 і концертний альбом Aqualung Live (записаний 2004 року).
2006 року на DVD вийшов подвійний бокс-сет Collector's Edition, що містить два DVD Nothing Is Easy: Live at the Isle of Wight 1970 і Living with the Past. Басист Джон Нойс покинув гурт у березні 2006 року. Клавішник Ендрю Гіддінгс пішов з гурту в липні 2006 року, посилаючись на постійні гастролі, що залишають мало часу для сім'ї. Їм на заміну прийшли, відповідно, Девід Гудієр і Джон О'Гара. Наступного року вийшла збірка з 24-х акустичних пісень Tull і Андерсона, взятих з різних альбомів, під назвою The Best of Acoustic Jethro Tull. Включено нову акустичну версію наживо пісні "One Brown Mouse" і живе виконання традиційної пісні (приписується Генріху VIII) "Pastime with Good Company".
У вересні 2007 року Jethro Tull випустив компакт-диск/DVD Live at Montreux 2003. Концерт записано 4 липня 2003 року і на ньому представлені, серед іншого, "Fat Man", "With You There to Help Me" і "Hunting Girl", з найдовшим незмінним складом: Андерсон, Барре, Перрі, Нойс і Гіддінгс.
У лютому 2010 року гурт отримав Heritage Award від PRS for Music. Меморіальну дошку встановлено в католицькій церкві в Блекпулі, де гурт відіграв був свій перший концерт.

### Тур з нагоди п'ятдесятої річниці (2017–дотепер)

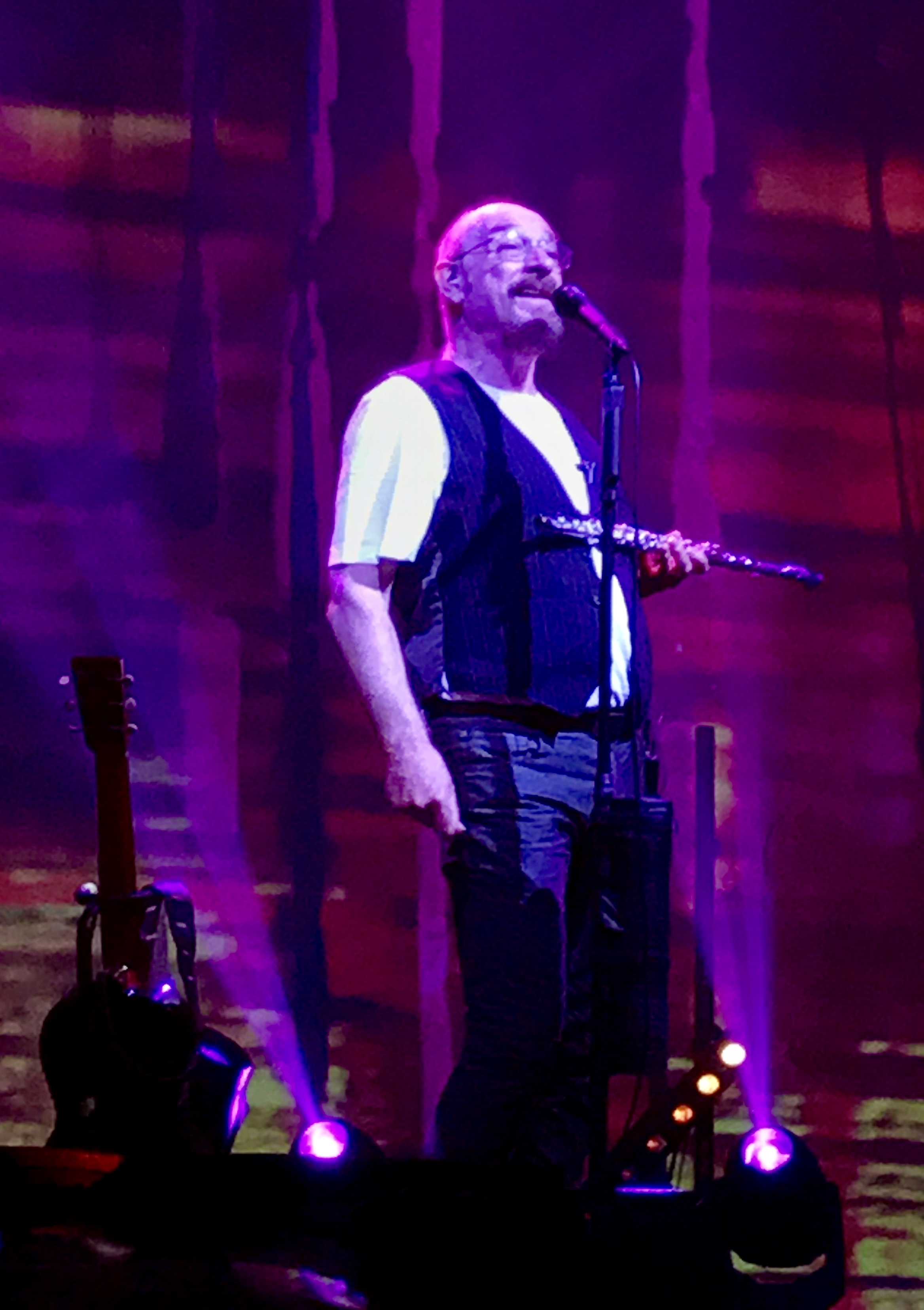
Ян Андерсон з Джетро Талл Кембридж, 11 квітня 2018 року

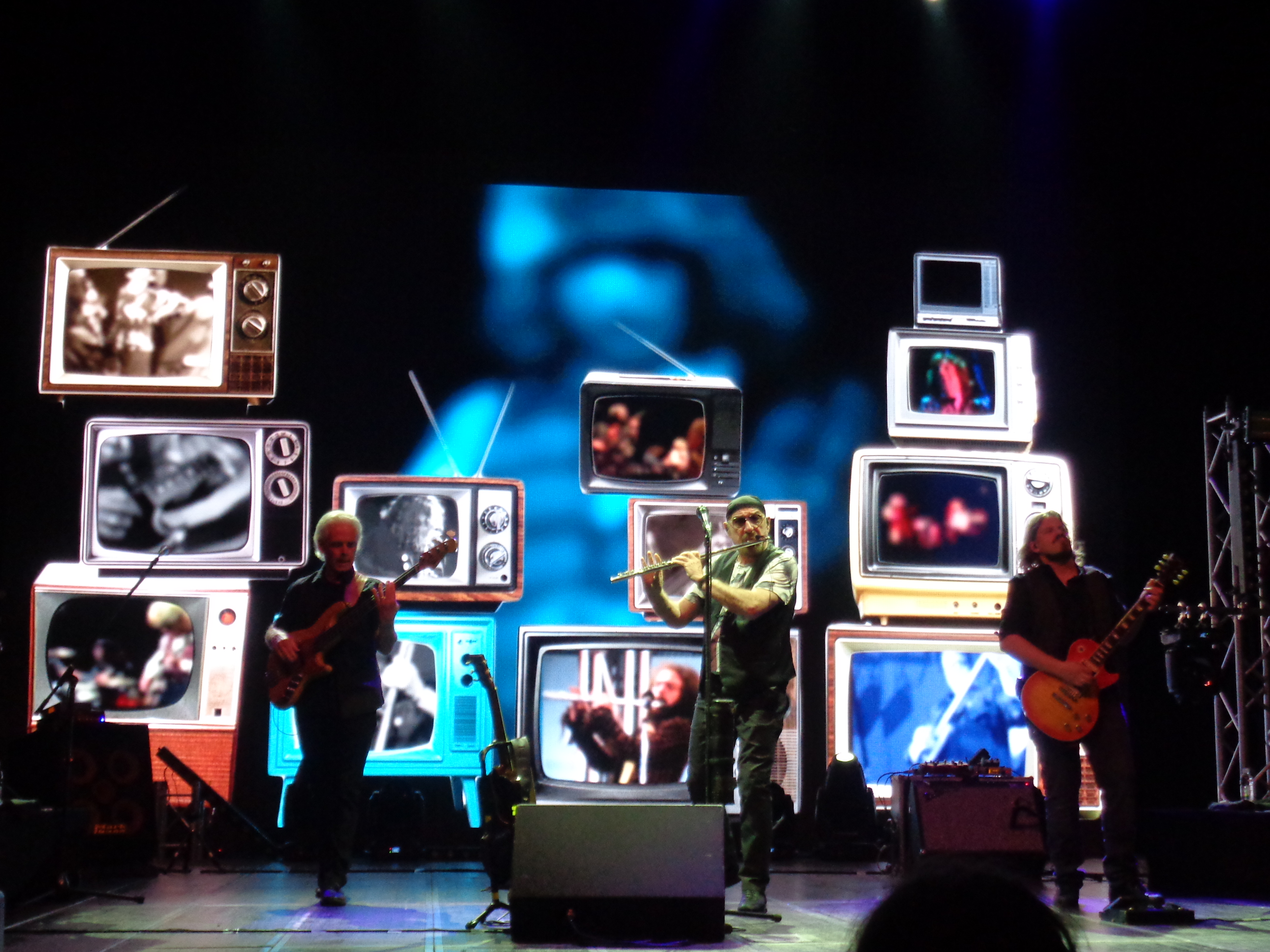
Джетро Талл виступати в Загребі, Хорватія, на 13 жовтня 2018 року

У вересні 2017 року Андерсон оголосив про плани вирушити в турне з нагоди п'ятдесятиріччя This Was, а також у 2018 році випустити новий студійний альбом. Учасниками нинішнього складу є Андерсон, Геммонд, Опале, О'Гара і Гудієр (всі вони музиканти сольного гурту Андерсона від 2012 року), а Барре в складі відсутній.
2 січня 2018 року Ієн Андерсон опублікував новорічний пост на jethrotull.com, який містив світлину Андерсона з підписом "ІА у студії працює над новим альбомом, який має вийти в березні 2019 року. Тсссс, тримайте це в секреті..."
1 червня 2018 року Parlophone Records випустив нову (50-трекову) кар'єрну колекцію на честь 50-річного ювілею гурту, у якій представлені всі 21 альбом Tull, під назвою 50 на 50. У нотатках на буклеті 50 на 50 сказано, що новий альбом, запланований на 2019 рік, буде сольним альбомом Ієна Андерсона, а не новим альбомом Jethro Tull.

### Концерти в Україні
У Києві Jethro Tull гастролювали двічі (2005 і 2017) і планують виступити втретє 16 січня 2019 року.

## Дискографія

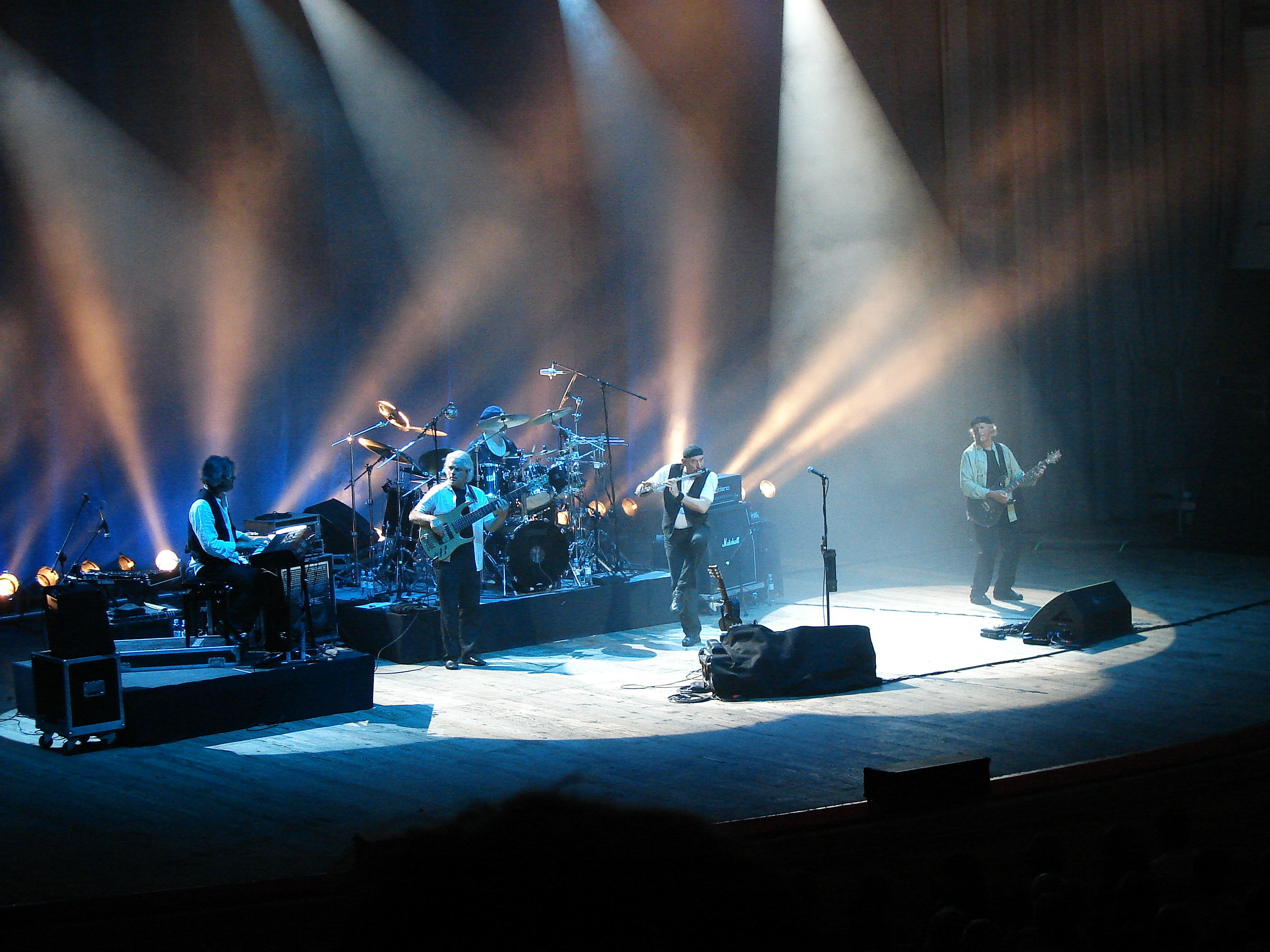
Jethro Tull у Варшаві, 2009

### Студійні альбоми
| Дата виходу | Назва                                     |
| ----------- | ----------------------------------------- |
| 1968        | This Was                                  |
| 1969        | Stand Up                                  |
| 1970        | Benefit                                   |
| 1971        | Aqualung                                  |
| 1972        | Thick as a Brick                          |
| 1972        | Living in the Past                        |
| 1973        | A Passion Play                            |
| 1974        | War Child                                 |
| 1975        | Minstrel in the Gallery                   |
| 1976        | Too Old to Rock'n'Roll: Too Young to Die! |
| 1977        | Songs from the Wood                       |
| 1978        | Heavy Horses                              |
| 1979        | Stormwatch                                |
| 1980        | A                                         |
| 1982        | The Broadsword and the Beast              |
| 1984        | Under Wraps                               |
| 1987        | Crest of a Knave                          |
| 1989        | Rock Island                               |
| 1991        | Catfish Rising                            |
| 1995        | Roots to Branches                         |
| 1999        | J-Tull Dot Com                            |
| 2003        | The Jethro Tull Christmas Album           |
| 2022        | The Zealot Gene                           |
| 2023        | RökFlöte                                  |
| 2025        | Curious Ruminant                          |

### Збірки
- Living in the Past (1972)
- M.U. — The Best of Jethro Tull (1976) (collection)
- Repeat — The Best of Jethro Tull — Vol II (1977) (collection)
- Original Masters (1985) (collection)
- 20 Years of Jethro Tull (1988) (boxed set)
- 20 Years of Jethro Tull: Highlights (1988) (collection)
- 25th Anniversary Box Set (1993) (collection)
- The Best of Jethro Tull - The Anniversary Collection (1993) (boxed set)
- Nightcap (1993) (limited-edition collection of rare recordings; proceeds go to charitable causes)
- The Ultimate Set (1997) (boxed set)
- Through the Years (1998) (collection)
- Collection (1998)
- The Very Best of Jethro Tull (2001) [Original recording remastered]
- Essential Jethro Tull (2003) (collection)

### Живі записи
- Bursting Out (1978) (live)
- Live at Hammersmith '84 (1990) (live)
- A Little Light Music (1992) (live)
- Living with the Past (2002) (live)
- Nothing Is Easy: Live at the Isle of Wight 1970 (2004) (live)
- Aqualung Live (2005) (Обмежене видання живого виконання Aqualung, комерційно доступний лише у Європі. Гурт також поширював копії альбому під час американського туру 2005 року.)

### Відео
- Slipstream (1981)
- 20 Years of Jethro Tull (1988)
- 25th Anniversary Video (1994)
- Living with the Past (2002)
- A New Day Yesterday (2003)
- Nothing Is Easy: Live at the Isle of Wight 1970 (2005)